# Gileno da Silveira
Gileno da Silveira Lima (Cachoeira, 3 de abril de 1920 — Aracaju, 5 de maio de 2006) foi um médico e político brasileiro.
Foi prefeito de Aracaju por apenas quatro meses, em 1967, quando da administração de Lourival Baptista no governo do estado de Sergipe.
Foi diretor do Serviço de Saúde e Higiene do Trabalho do Serviço Social da Indústria (SESI), secretário de Medicina Social do Instituto Nacional do Seguro Social (INAMPS), pró-reitor de Administração da Universidade Federal de Sergipe (UFS) e delegado federal do Ministério da Saúde. Idealizou e comandou o processo de fundação da Academia Sergipana de Medicina, sendo seu presidente de honra.